# 徳倉 (静岡県清水町)
徳倉（とくら）は、静岡県駿東郡清水町にある大字。

## 地理
清水町の南部にあり、町内で本地域のみ狩野川の左岸に位置する。狩野川を挟んで北西に長沢、北に柿田、北東に堂庭、東に湯川、的場、三島市長伏と面する。徳倉山から出城山を結ぶ稜線を挟んで、南に沼津市大平と接する。西は徳倉山から横山を結ぶ稜線を挟んで沼津市下香貫、上香貫と接する。
地域内は4地区に分けられる。南部の上徳倉、北部の下徳倉、中央部の中徳倉、北西部の外原である。このうち中徳倉は行政地名上でも分離されている。

## 地名の由来
湿地を示す「ト」、囲まれた場所を示す「クラ」からの地形地名とする説がある。

## 歴史
本城山の北部にある矢崎遺跡では縄文時代晩期から古墳時代後期にかけての遺物が多数発掘されており、古くから人間の営みがあったことが確認されている。
地名としては南北朝時代からの文献で見られる。かつては戸倉、得倉とも表記された。当時は同じく狩野川左岸に位置する大平、日守とのつながりが強かったとされる。駿河国と伊豆国の境に位置することから、戦国時代には戸倉城をめぐって武田氏と後北条氏が争うなど、戦略上重要な立地であった。
江戸時代には駿河国駿東郡の村となり、はじめは幕府領であったが、のちに幕府、旗本諏訪氏、旗本福岡氏、相模国小田原藩との相給になっている。明治元年（慶応4年）に駿府藩領となり、明治2年に駿府藩の改称により静岡藩領に、明治4年に静岡県に属する。
明治22年に他の12村とまとまって清水村の大字となる。昭和38年の町制移行により清水町の大字となる。昭和42年に静岡県営徳倉団地の範囲を中徳倉として分離した。

## 人口
2023年（令和5年）2月1日現在の人口は以下の通りである。
| 地区   | 人口（人） |
| ------ | ---------- |
| 上徳倉 | 5088       |
| 下徳倉 | 2782       |
| 外原   | 1234       |
| 中徳倉 | 1474       |
| 計     | 10578      |

## 施設

### 公立教育施設
- 清水町立南保育所（上徳倉）
- 清水町立清水南幼稚園（中徳倉）
- 清水町立南中学校（外原）
  - 徳倉地域に小学校は無い。対岸の湯川にある清水町立南小学校の通学区となっている。
- 静岡県立沼津商業高等学校（上徳倉）

### 公園・運動施設
- 清水町営野球場（外原）
- 外原テニスコート（外原）
- 狩野川ふれあい広場（徳倉河川敷）
- 本城山公園（下徳倉）
- 外原公園（外原）
- 天上塚公園（上徳倉）
- 上徳倉児童遊園地（上徳倉）
- 中徳倉児童遊園地（中徳倉）
- 下徳倉児童遊園地（下徳倉）
- 外原児童遊園地（外原）

### 宗教施設
- 普光寺（上徳倉）
- 浅間神社（上徳倉）
- 龍泉寺（下徳倉）
- 八幡神社（下徳倉）
- 日本基督教団羊之舎教会（下徳倉）
- 天理教岳仁分教会（外原）

### その他の施設
- 清水町防災センター（下徳倉）
- 沼津警察署徳倉駐在所（上徳倉）
- 三島徳倉橋郵便局（下徳倉）
- 国土交通省中部地方整備局沼津河川国道事務所（外原）※住所上は沼津市下香貫外原

## 交通

### 道路
- 静岡県道139号原木沼津線
- 静岡県道144号下土狩徳倉沼津港線（徳倉橋、横山トンネル）

### バス
- 清水町循環バス
- 東海バス沼津営業所#三島 - 沼商線 →三島駅
- 東海バス沼津営業所#徳倉・大平線 →沼津駅